# Leptogaster macilenta
Leptogaster macilenta là một loài ruồi trong họ Asilidae. Leptogaster macilenta được Wulp miêu tả năm 1872. Loài này phân bố ở miền Ấn Độ - Mã Lai.